# Nicolae Linca
Nicolae Linca (n. 1 ianuarie 1929, Cergău Mare, Alba — d. 27 iunie 2008, Feisa, Alba) a fost un pugilist român, laureat cu aur la Melbourne 1956.

## Cariera
Linca l-a învins pe Frederick Tiedt din Irlanda, în meciul pentru medalia olimpică de aur la categoria semimijlocie la Melbourne 1956.
De remarcat că în ultimele meciuri, inclusiv finala, Linca a jucat cu o luxație la un deget al mâinii drepte. El a câștigat și două medalii de bronz la Campionatele Europene de la Varșovia (1953) și Berlin (1955). Nicolae Linca a disputat 306 meciuri oficiale, din care a pierdut doar 25.
A fost component al clubului sportiv Dinamo București al Ministerului Afacerilor Interne și a avansat până la gradul de locotenent-colonel.

### Rezultate olimpice
La Helsinki 1952 s-a clasat al nouălea după:
- Victorie 3-0 contra lui Sergio Gascue (Venezuela)
- Înfrângere în fața lui Günther Heidemann (Germania), care avea să cucerească medalia de bronz

Melbourne 1956 ediția a XVI-a
A luat unica medalie de aur până astăzi, la 67 kg, care în finală a boxat cu mâna fisurată. 
- Victorie la puncte contra lui Hector Hatch (Fiji)
- Victorie la puncte contra lui Nicholas Andre (Africa de Sud)
- Victorie la puncte contra lui Nicholas Gargano (Marea Britanie)
- Victorie prin decizie 3-2 contra lui Frederick Tiedt (Irlanda)

## Memoria
Nicolae Linca a fost înmormântat în cimitirul bisericii greco-catolice din Feisa, deși autoritățile au propus ca locul său de veci să fie în Cimitirul Eroilor din Alba Iulia.
Începând cu 2009 turneul internațional de box „Centura de Aur” va purta numele lui Nicolae Linca, singurul pugilist campion olimpic din România.

## Distincții
- Medalia Muncii (19 noiembrie 1952) pentru rezultatele obținute la Jocurile Olimpice de vară de la Helsinski[9]
- Ordinul Muncii clasa a II-a (18 decembrie 1956) „pentru merite deosebite in pregătire și pentru rezultatele obținute la cea de a XVI-a ediție a jocurilor olimpice care au avut loc la Melbourne”[10]
- Ordinul „Meritul Sportiv” clasa a II-a (8 mai 1968) „pentru contribuția deosebită adusă la dezvoltarea mișcării de cultură fizică și sport și pentru merite deosebite în activitatea sportivă de performanță, cu prilejul împlinirii a 20 de ani de la înființarea Clubului sportiv «Dinamo»-București al Ministerului Afacerilor Interne”[8]